# 紀ノ川左岸広域農道

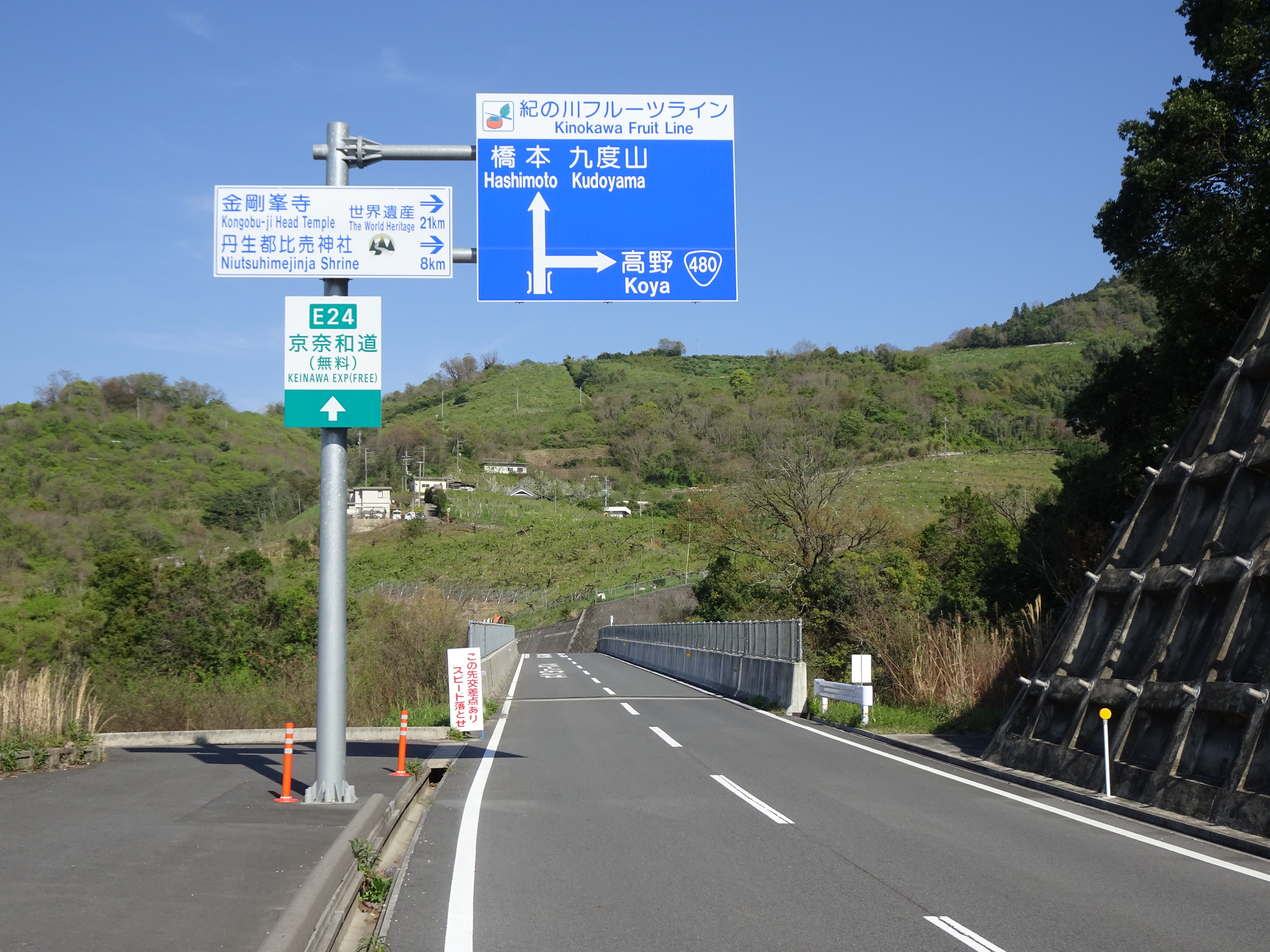
伊都郡かつらぎ町東渋田付近

紀の川左岸広域農道（きのかわさがんこういきのうどう）は、和歌山県橋本市から紀の川市まで結ぶ2車線の農道である。農林水産省の農道整備事業実施要項に沿った広域営農団地農道整備事業（県営事業、開通区間の管理は市・町）の一環で紀の川左岸地区広域農道と紀の里地区広域農道の２地区に分けて整備が進められており、2014年度に公募で紀の川フルーツラインの愛称がついた。
本路線は和歌山県道4号高野口野上線のバイパスの役割も果たしている。

## 路線概要
- 起点：和歌山県橋本市清水
- 終点：和歌山県紀の川市荒見
- 延長：
  - 紀の川左岸地区[1]：橋本市清水-かつらぎ町西渋田　17.99km　2022年3月25日全線完成[2]
  - 紀の里地区[1]：紀の川市北涌-紀の川市荒見　6.47km　2023年4月1日全線完成[3]

## 通過する自治体
- 和歌山県
  - 橋本市
  - 伊都郡九度山町
  - 伊都郡かつらぎ町
  - 紀の川市

## 沿革
- 紀の川左岸地区
  - 1991年（平成3年）　和歌山県が国に申請した紀の川左岸地区約18kmのうち約11km（橋本市・九度山町）が採択され事業着手（一期）[4]
  - 1993年（平成5年）　紀の川左岸地区の残り約7km（かつらぎ町）が国に採択される。（二期）[5]
  - 2010年（平成22年）7月18日、橋本市学文路付近で長さ約30m、幅約6mに渡って崩落し、1名が巻き込まれ左足を骨折する重傷を負った。[6]
  - 2015年（平成27年）3月　橋本市清水・九度山町九度山（広良）間が部分開通
  - 2022年（令和4年）3月　全線完成
- 紀の里地区
  - 2017年（平成29年）10月24日、紀の川市西脇付近で盛り土の崩壊が発生し、住宅に土砂が流れ込み1名が巻き込まれ死亡した。県設置調査委員会により事故調査が行われ、平成30年度の開通目標は大幅に遅れることとなった。[7]
  - 2023年（令和5年）4月　全線完成

## 接続する路線
- 和歌山県道4号高野口野上線
- 和歌山県道109号志賀三谷線
- 和歌山県道120号上鞆淵那賀線